# Argiope possoica
Argiope possoica är en spindelart som beskrevs av Anna Maria Sibylla Merian 1911. Argiope possoica ingår i släktet Argiope och familjen hjulspindlar.
Artens utbredningsområde är Sulawesi. Inga underarter finns listade i Catalogue of Life.